# Деляну, Ливиу Самойлович
Ли́виу Само́йлович Деля́ну (также Делеану, при рождении и до 1950-х годов — Ли́па Самуи́лович Кли́гман (рум. Lipa Cligman), позже указывается как Ливиу Самойлович Клигман (Деляну), рум. Liviu Deleanu; 7 (20) февраля 1911, Яссы, Румыния — 12 мая 1967, Кишинёв) — молдавский и румынский поэт. Классик послевоенной молдавской литературы. Автор стихов для детей.

## Биография

### В Яссах
Родился 7 февраля (по старому стилю) 1911 года в Яссах — столице румынской провинции Молдова — в доме по улице Веке (strada Veche). Отец будущего поэта, Шмил (Сэми) Клигман (1886—1941), сам писал поэзию на идише и на иврите, и поддерживал ранние литературные опыты сына; мать — Роза Клигман (1888—1941). В Яссах Деляну учился в хедере и в румынской гимназии, с 11 лет начал подрабатывать литографом и корректором в типографии и вскоре включился в литературную жизнь. В 16 лет стал штатным сотрудником редакции журнала «Vitrina Literarǎ» (Литературная витрина, 1927), где писал первоначально под псевдонимами «Cliglon» и «C.L. Deleanu». В 1927 году, в возрасте 16 лет, уже под именем Ливиу Деляну выпустил первый поэтический сборник «Oglinzi fermecate» (Волшебные зеркала). В 1928 году вместе с поэтом Вирджилом Георгиу (Virgil Gheorghiu, 1903—1977) основал собственный журнал «Prospect» (с подзаголовком «Simptom literar», Проспект: литературный симптом), упоминаемый Джордже Кэлинеску в его авторитетной «Istoria literaturii române» (Истории румынской литературы) как одно из первых модернистских периодических изданий Румынии. В первых трёх номерах журнала, редактором которого значился Ливиу Деляну, были опубликованы стихи и проза его самого и Вирджила Георгиу, с четвёртого номера кроме них появляются и другие имена: Михаил Бикляну (Mihail Bicleanu), Саша Панэ (Saşa Panǎ, 1902—1981), Аурел Заремба (Aurel Zaremba) и другие.

### В Бухаресте
В 1928 году, Деляну продолжил литературную деятельность уже в Бухаресте. В эти годы он писал театральные рецензии, публицистические заметки и статьи о искусстве, рекламные объявления; печатал переводы с идиша и фрагменты собственного романа в журналах «Adam» (Адам, издание еврейской общины города), «Ediţie specialǎ» (Специальное издание), «Bilete de papagal» (Билеты попугая для предсказания судьбы с помощью органа, попугая и билетов с предсказаниями; сатирический еженедельник под редакцией Тудора Аргези) и «Cuvîntul liber» (Вольное слово). Второй сборник поэта, «Ceasul de veghe» (Час бдения), вышел в издательстве Santier в 1937 году и получил благосклонные отзывы со стороны бухарестских литераторов и критиков Джордже Кэлинеску (журнал «Adevǎr literar şi artistic»), Изабеллы Садовяну, Энрика Фуртуны (1881—1964, журнал «Adam»), Дж. Спынэ, С. Попеску и др. Третий сборник, «Glod alb» (Белый ил), вышел в бухарестском издательстве Cultura Poporului (Культура народа) в 1940 году. В него вошёл написанный в 1937 году большой стихотворный цикл о гражданской войне в Испании «Sabii peste Spania» (Мечи над Испанией), в том числе такие известные стихотворения как «Serenade pe baricade» (Серенада на баррикадах), «Don Quijote», «Guernica», «A doua moarte» (Вторая смерть). В предвоенные годы некоторые стихотворения Деляну стали известными песнями, в том числе знаменитый романс «Sanie cu zurgălăi» (Сани с бубенцами) — написанный композитором Рикардом Штейном (Richard Stein, 1909—1992) на слова Ливиу Деляну в 1937 году и долгое время считавшийся народной песней. Известна также как «Johnny» в исполнении группы «Vaya Con Dios».

### В Молдавии
После присоединения Бессарабии к СССР, уехал в Кишинёв, где оказался в центре литературной жизни города. Вместе с Богданом Истру перевёл на молдавский язык гимн Советского Союза. В годы Великой Отечественной войны находился в эвакуации в Ферганской области, позже — в Москве, переводил на молдавский язык русскую поэзию, в том числе И. А. Крылова, А. С. Пушкина, М. Ю. Лермонтова, Н. А. Некрасова, Сергея Есенина, Сергея Михалкова, Корнея Чуковского, А. Т. Твардовского (в том числе «Василий Тёркин», 1961), Агнию Барто; написал «Balada lui Kotovschii» (Баллада o Котовском), «Balada urii» и другие произведения. Работал литературным редактором ансамбля «Дойна» (с 1943 года).
По возвращении в Кишинёв в 1944 году, Деляну получил известие о гибели родителей в ходе печально известного ясского погрома 1941 года (англ.), когда в течение недели (с 29 июня по 3 июля) были убиты более 14 тысяч евреев города (под впечатлением от этого известия написано стихотворение «Coşmar», Кошмар). В 1945 году сменил имя и фамилию с Липа Клигман на Ливиу Деляну. В послевоенные годы он пишет «Эллегию о победе» и большую поэму «Краснодон» (1950, переработанное издание в книжной форме под названием «Tinereţe fǎrǎ moarte» (Бессмертная молодость) опубликовано в 1957 году и выдержало 11 переизданий) под впечатлением от «Молодой гвардии» А. А. Фадеева. Драматическая поэма «Buzduganul fermecat» (Волшебная булава) по мотивам молдавского фольклора вышла в 1951 году (впоследствии выдержала шесть переизданий) и до сих пор пользуется популярностью в молдавских театрах; стихотворения военной поры вошли в опубликованный в 1952 году сборник «Vremuri noi» (Новые времена).
В последующие годы вышли многочисленные сборники поэзии Деляну: «Mi-i drag să meşteresc» (Мне нравится мастерить, 1953), «Poezii şi poeme» (Стихотворения и поэмы, 1954), «Cǎnturi de ieri şi de azi» (Песни прошлого и настоящего, 1958), «Stihuri alese» (Избранные стихотворения, 1958), «Freamăt» (1962), «Ieşire din legendǎ» (Выход из легенды, 1963), «Dragostea noastrǎ cea de toatǎ zilele» (Наша повседневная любовь, 1966), «Versuri» (Стихи, 1967), книги для детей «Poezii pentru copii» (Стихи для детей, 1947), «Nepoţica o învaţă pe bunica» (Внучка учит бабушку, 1952), «Licurici: stihuri pentru mici» (Светлячок: стихи для маленьких, 1961), «Triluri vesele» (Весёлые трели, 1963 и 1979). После преждевременной кончины поэта вышел ряд переизданий его стихотворного наследия, в том числе собрание стихотворений «Scrieri» (Писания) в двух томах (1976), сборники детской и взрослой поэзии: «De la mic la mare» (Для маленьких и больших, 1968), «Cartea dorului» (Книга желаний, 1968), «Destăinuire» (1970), «Strigăt din inimă» (Крик души, 1976), «Cu cântări şi flori pe plai» (С песнями и цветами края, 1980), «Şi de n-ar fi cuvântul iubire» (И не было бы слова любовь, 1981), «Chem cântecul» (Зов песни, 1982), «Ala-bala portocala» (Алла-бала запевала, 1984), «Ciocârlii pentru copii» (Жаворонок для детей, 1987), «Poezii» (Стихотворения, 1991), «Zǎpǎcilǎ» (2002).
Книги избранных стихотворений начали появляться в последние годы и в Румынии: «Răscolite tăceri» (2001) и «Prutele, tǎcutele!» (2003) в Тимишоаре, «Vremi în alte vremi topite» (2005) в Яссах. В 2005 году в кишинёвском издательстве Causa Mundi вышел том произведений А. С. Пушкина «Povestea pescarului si a pestisorului de aur» в переводах Ливиу Деляну. Некоторые произведения Деляну были положены на музыку, например «Поэма о Хае Лифшиц» композитора Соломона Лобеля (1910—1981) для смешанного хора без сопровождения и солиста (1965). Также на слова Деляну была написана песня композитора Аркадия Люксембурга  «Nu înțeleg de ce» (Не понимаю почему, 1964). Детские стихи из сборника «Мне нравится мастерить» приобрели широкую известность в русских переводах.
В последние месяцы жизни Деляну закончил «Книгу желаний», писав примерно по одному стихотворению в день. Он умер на больничной койке 12 мая 1967 года в возрасте 56 лет. За время своей писательской карьеры в Молдавии Ливиу Деляну не получил ни одной литературной награды. В 1967 году он был посмертно награждён премией комсомола Молдавии имени Бориса Главана в области литературы и искусства за поэму «Тинереце фэрэ моарте» («Tinereţe fǎrǎ moarte», «Бессмертная молодость»). Впоследствии его произведения были включены в школьную программу молдавских школ.
В Румынии творчество Деляну оставалось практически неизвестным, и лишь после Румынской революции 1989 года начали появляться разрозненные публикации в книжной и журнальной форме, несмотря на то, что его творческая деятельность в годы жизни в Румынии протекала очень плодотворно. Причину этого следует в первую очередь искать в предвоенных реалиях Румынии и в политических обстоятельствах его жизни, в том числе вынужденной эмиграции поэта в советскую Молдавию. По тем же причинам в Молдавии в советское время творческое наследие Деляну, приходившееся на румынский период его жизни, было практически недоступно.

### Семья
- Первая жена (с 21 декабря 1938 года) — Хава-Лея Ашкенайзер[8].
- Вторая жена (с 1944 года) — Бака Петровна Деляну, молдавская писательница, переводчица с итальянского, французского, немецкого и русского языков. В годы войны — в ольгопольском гетто в Транснистрии (где потеряла семью). Автор автобиографической повести «Drumeţia noastrǎ» (Наше путешествие, Кишинёв: Hyperion, 1992) и книги «Carte pentru şi despre tine» (Книга для тебя и о тебе, о муже, 1983), лауреат премии ЮНЕСКО за перевод «Приключений Чиполлино» Джанни Родари на румынский язык («Aventurile lui Ceapolino», Editura Prut Internaţional, Кишинёв, 2000)[9][10].

## Память
Именем Ливиу Деляну названа улица в кишинёвском секторе Боюканы
В Кишинёве есть лицей им. Ливиу Деляну (Liceul Liviu Deleanu, ул. Деляну, 7), установлены памятник и мемориальная плита (работы Иосифа Китмана). Имеется музей поэта также и в селе Корлэтень (Корлатяны Рышканского района Молдавии).

### На молдавском (румынском) языке
- Vremuri noi (Новые времена), Картя молдовеняскэ: Кишинёв, 1952
- Poezii şi poeme (Стихи и поэмы), Литература артистикэ: Кишинёв, 1954
- Cînturi de ieri şi de azi (Песни вчерашние и сегодняшние), Литература артистикэ: Кишинёв, 1958
- Licurici (Светлячок), Картя молдовеняскэ: Кишинёв, 1961.
- Triluri vesele (Весёлые трели), Картя молдовеняскэ: Кишинёв, 1963
- Ieşire din legendǎ (Выход из легенды), Литература артистикэ: Кишинёв, 1963
- Dragostea noastrǎ cea de toatǎ zilele (Наша будничная любовь), Литература артистикэ: Кишинёв, 1966
- Tinereţe fǎrǎ moarte (Бессмертная молодость), Кишинёв, 1971
- Ala-bala-portocala, Лумина: Кишинёв, 1972
- Scrieri (Произведения), Кишинёв, 1976
- Cu cântări şi flori pe plai (С песнями и цветами края), Литература Артистикэ: Кшишнёв, 1980
- Tinereţe fǎrǎ moarte (Бессмертная молодость), Литература Артистикэ: Кишинёв, 1981
- Poezii, Editura Hyperion: Кишинёв, 1991
- Epigrame cu adresa (fără paranteză, Эпиграммы с адресом, без скобок), Ruxanda: Кишинёв, 1999
- Zǎpǎcilǎ (In colectia: «Poezii de seama voastra»), Editura Prut International: Кишинёв, 2002
- Răscolite tăceri. — Тимишоара: Augusta, 2001. — ISBN 973-8184-70-7.
- Prutele, tǎcutele! — Тимишоара: Apǎ vie, 2003.

### На русском языке
- Бессмертная молодость. Повесть о комсомольцах Краснодона (в стихах), Госиздат Молдавии: Кишинёв, 1958
- С полным навстречу (стихи для младшего возраста в пер. Елены Благининой), Детгиз: Москва, 1958
- Волшебная булава (стихи и одноимённая драматическая сказка в стихах), Советский писатель: Москва, 1959
- Волшебная булава (драматическая сказка в стихах в илл. Я. Авербуха), Картя молдовеняскэ: Кишинёв, 1959
- Стихотворения, Картя молдовеняскэ: Кишинёв, 1960
- Песни разных времён, Советский писатель: Москва, 1963
- Три песни века (стихи), Картя молдовеняскэ: Кишинёв, 1967
- Бессмертная молодость (поэма), Картя молдовеняскэ: Кишинёв, 1972
- Исток (стихи), Картя молдовеняскэ: Кишинёв, 1974
- Люблю я мастерить (стихи для детей дошкольного возраста), Литература артистикэ: Кишинёв, 1980
- Бессмертная молодость (поэма), Литература артистикэ: Кишинёв, 1981
- Я воин земли, Литература артистикэ: Кишинёв, 1982
- Алла-бала запевала (стихи для детей), Литература артистикэ: Кишинёв, 1984
- Жаворонок (стихи для детей дошкольного возраста), Литература артистикэ: Кишинёв, 1987
- Бессмертная молодость; Волшебная булава, Литература артистикэ: Кишинёв, 1987
- Мне дорого, Литература артистикэ: Кишинёв, 1988
- Кузнец Петрика (стихи для детей дошкольного и школьного возраста), Детская литература: Москва, 1988
- Волшебная булава (на русском языке), Кишинёв, 1990
- Под знаком тайны, Hyperion: Кишинёв, 1990
- Волшебная булава (драматические басни и напевы), Лумина: Кишинёв, 1990
- Стихи (составитель Бака Делеану), Hyperion: Кишинёв, 1991

## Награды
- Медаль «За трудовую доблесть» (8 июня 1960 года)[11].